# Quinta da Lage
A Quinta da Lage ou Quinta e Casa da Lage é uma quinta com solar localizada na freguesia de São Pedro d'Arcos, no município de Ponte de Lima, Distrito de Viana do Castelo, em Portugal.
Encontra-se classificada como Imóvel de Interesse Público desde 2012.

## História
Trata-se de uma casa senhorial erguida nos finais do século XVII, inscrita em uma extensa propriedade agrícola.
Apresenta salões com tetos decorados, artesoados em talha, uma exposição de fatos regionais e uma adaptação da Casa Tulha.
Encontra-se recuperada pelo engenheiro José Adolfo Coelho da Costa Azevedo.
Constitui-se um edifício que reúne alguns dos melhores aspectos característicos dos solares setecentistas da Ribeira Lima.